# The CW
The CW Television Network, detto The CW, è un'emittente televisiva statunitense in lingua inglese gestita da The CW Network, LLC - una joint venture a responsabilità limitata tra Paramount Global, gli ex-proprietari di UPN e Warner Bros., divisione di Warner Bros. Discovery, ex proprietario di maggioranza di The WB Television Network. Il 15 agosto 2022 viene annunciata la vendita del 75% della società a Nexstar Media Group, mentre Warner e Paramount rimarranno azioniste di minoranza con il 12,5% a testa.
Il nome è un'abbreviazione derivata dalle prime lettere dei nomi delle sue due società madri (CBS e Warner Bros.).

## Storia

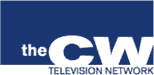
Il logo pre-lancio originale della CW. Alla prima presentazione anticipata della rete il 18 maggio 2006, il logo provvisorio di rettangolo blu e bianco che è stato utilizzato durante l'annuncio di formazione della rete a gennaio è stato sostituito da un'insegna verde e bianca a lettere curve che ha messo a confronto i logo utilizzato dalla CNN, un'altra società con interessi di proprietà di Time Warner.

Inizialmente, il network The WB era contrario all'unione e si era messo in moto l'idea di passare gli show più importanti della UPN a un altro suo affiliato, la CBS. In seguito al ripensamento della The WB riguardo ad una possibile fusione, è ufficialmente nata The CW.
Il network contiene programmi provenienti da entrambi i network di origine; alcune serie (Everwood, Le cose che amo di te, A casa di Fran) sono state cancellate a causa del basso budget del network.
La rete ha esordito il 18 settembre 2006, dopo che i suoi due predecessori, UPN e The WB, hanno cessato le operazioni indipendenti rispettivamente il 15 e il 17 settembre di quell'anno. Le prime due notti di programmazioni di CW - il 18 e il 19 settembre 2006 - consistevano in repliche e speciali legati al lancio. La data di lancio ufficiale della rete è avvenuta il 20 settembre 2006, con la première di due ore del settimo ciclo di America's Next Top Model. Originariamente, la linea di programmazione della rete aveva lo scopo di trattare soprattutto le donne di età compresa tra i 18 e i 34 anni, anche se a partire dal 2011 la rete ha aumentato la programmazione che piace agli uomini. A partire da agosto 2017, il pubblico della CW è composto al 50% da uomini ed al 50% da donne. La rete gestisce attualmente la programmazione sei giorni alla settimana: in onda dal lunedì al venerdì nel pomeriggio e in prima serata, insieme ad un blocco di programmazione dal vivo di programmazione per l'educazione di sabato mattina prodotto da Litton Entertainment chiamato One Magnificent Morning.

### Lo sciopero degli sceneggiatori nella stagione 2007/2008
A causa dello sciopero degli sceneggiatori statunitensi, molte delle serie televisive in onda sulla CW presentano un numero di episodi in alcuni casi sensibilmente inferiore alla loro media stagionale. Di seguito è riportata una lista delle serie con un numero di episodi inferiori ai loro standard:
- Supernatural: 16 episodi totali.
- Smallville: 20 episodi totali.
- Gossip Girl: 18 episodi totali
- The Game: 18 episodi totali
- Aliens in America: 18 episodi totali
- Tutti odiano Chris: 22 episodi totali
- One Tree Hill: 18 episodi totali
- Reaper - In missione per il Diavolo: 18 episodi totali
- Girlfriends: 13 episodi totali e cancellazione della serie
- L'Africa nel cuore: cancellazione della serie

## Diffusione
È disponibile anche in Canada tramite i provider via cavo, via satellitare e IPTV attraverso stazioni possedute e gestite da CBS Corporation e affiliate situate in prossimità del confine Canada-Stati Uniti (le cui trasmissioni di spettacoli CW sono soggette a leggi di sostituzione simultanee proposte dalla Canadian Radio-television and Telecommunications Commission, se una rete canadese detiene i diritti di trasmissione); è anche disponibile attraverso due affiliati di proprietà di Tribune Media classificati negli Stati Uniti come superstazioni - WPIX di New York e affiliata di Los Angeles KTLA.
Inoltre, The CW è disponibile in Messico attraverso filiali situate vicini al confine Messico-Stati Uniti(come KFMB-DT2 / San Diego-Tijuana, KECY-DT3 a El Centro, California, KVIA-DT2 a El Paso e KCWT-CD con simulcaster KFXV-LD2 e KNVO-DT4 a McAllen-Brownsville, Texas) pagare i fornitori di televisione. Sia in Canada che in Messico, alcuni segnali di affiliazione CW provenienti dagli Stati Uniti sono ricevibili over-the-air nelle aree di confine a seconda della coperture del segnale della stazione. 

## Campagne pubblicitarie

### Free To Be
Free To Be ("Liberi di essere") è la prima campagna pubblicitaria del network per l'anno di lancio 2006-2007. Lo slogan della campagna era Free to Be Together ("Liberi di essere insieme"). Il video della campagna era accompagnato dalla canzone Here I Come (versione remix per CW) di Fergie. Ad ogni show del network venne accostato un aggettivo:
- Free to Be Cool (Liberi di essere cool) (One Tree Hill)
- Free to Be Fabulous (Liberi di essere favolosi) (Girlfriends)
- Free to Be Family (Liberi di essere una famiglia) (7th Heaven)
- Free to Be Fearless (Liberi di esser senza paura) (Veronica Mars)
- Free to Be Fierce (Liberi di esser feroci) (America's Next Top Model)
- Free to Be Funny (Liberi di essere spiritosi) (Tutti odiano Chris)
- Free to Be Girlie/Witty (Liberi di essere ragazzine) (Una mamma per amica)
- Free to Be Scary (Liberi di esser spaventosi) (Supernatural)
- Free to Be Super (Liberi di essere super) (Smallville)
- Free to Be Tough (Liberi di essere duri) (WWE Friday Night SmackDown)
- Free to Be Famous (Liberi di essere famosi) (The CW Daytime)

### Get Into It
Dal 6 agosto 2007, la campagna Free to Be fu rimpiazzata con un nuovo slogan Get Into It/Get Into The CW (Stacci dentro/Stai dentro a The CW). La colonna sonora del nuovo slogan è una canzone di Nicole Scherzinger.

## Lista di programmi

### Serie TV
- Runaway - In fuga (Runaway) (2006)
- Settimo cielo (7th Heaven) (2006-2007) (The WB, 1996-2006) (Netflix 2016)
- All of Us (2006-2007) (UPN, 2003-2006)
- Reba (2006-2007) (The WB, 2001-2006)
- Una mamma per amica (Gilmore Girls) (2006-2007) (The WB, 2000-2006)
- Veronica Mars (2006-2007) (UPN, 2004-2006) (Hulu, 2019)
- Girlfriends (2006-2008) (UPN, 2000-2006)
- Tutti odiano Chris (Everybody Hates Chris) (2006-2009) (UPN, 2005-2006)
- The Game (2006-2009) (BET, 2011-in corso)
- Smallville (2006-2011) (The WB, 2001-2006)
- Hidden Palms (2007)
- L'Africa nel cuore (Life Is Wild) (2007-2008)
- Aliens in America (2007-2008)
- Reaper - In missione per il Diavolo (Reaper) (2007-2009)
- Privileged (2008-2009)
- Kamen Rider: Dragon Knight (2008-2009)
- Easy Money (2008-2009)
- Valentine (2008-2009)
- The Beautiful Life (2009)
- Melrose Place (2009-2010)(Passato sulla CBS)
- 18 to Life (2010)
- Life Unexpected (2010-2011)
- One Tree Hill (2006-2012) (The WB, 2003-2006)
- Supernatural (2006-2020) (The WB, 2005-2006)
- Gossip Girl (2007-2012)
- 90210 (2008-2013)
- The Vampire Diaries (2009-2017)
- Hellcats (2010-2011)
- Nikita (2010-2013)
- Hart of Dixie (2011-2015)
- Ringer (2011-2012)
- The Secret Circle (2011-2012)
- The L.A. Complex (2011-2012)
- Arrow (2012-2020)
- Beauty and the Beast (2012-2016)
- Emily Owens, M.D. (2012-2013)
- The Carrie Diaries (2013-2014)
- Cult (2013)
- The Originals (2013-2018)
- The Tomorrow People (2013-2014)
- Reign (2013-2017)
- Star-Crossed (2014)
- The 100 (2014-2020)
- Jane the Virgin (2014-2019)
- The Flash (2014-2023)
- iZombie (2015-2019)
- The Messengers (2015)
- Supergirl (2015-2021)
- Frequency (2016-2017)
- No Tomorrow (2016-2017)
- Legends of Tomorrow (2016-2022)
- Riverdale (2017-2023)
- Dynasty (2017-2022)
- Black Lightning (2018-2021)
- Life Sentence (2018)
- The Outpost (2018-2021)
- Burden of Truth (2018-2021)
- All American (2018-in corso)
- Charmed (2018-2022)
- Legacies (2018-2022)
- In The Dark (2019-2022)
- Roswell, New Mexico (2019-2022)
- Batwoman (2019-2022)
- Nancy Drew (2019-2023)
- Pandora (2019-2020)
- Katy Keene (2020)
- Stargirl (2020-2022)
- Devils (2020-2022)
- Superman & Lois (2021-2024)
- Kung Fu (2021-2023)
- Walker (2021-2024)
- Naomi (2022)
- Gotham Knights (2023)

### Reality, altro
- WWE Friday Night SmackDown (2006-2008) (UPN, 1999-2006)
- Beauty and the Geek (2006-2008) (The WB, 2005-2006)
- Online Nation (2007)
- Crowned: The Mother of All Pageants (2007-2008)
- CW Now (2007-2008)
- Pussycat Dolls Present: (2007-2008)
- 4Real (2008)
- Farmer Wants a Wif (2008)
- In Harm's Way (2008)
- Stylista (2008)
- The CW Sunday Night Movie (2008-2009)
- Judge Jeanine Pirro (2008-2009)
- 13: Fear Is Real (2009)
- Hitched or Ditched  (2009)
- The Tyra Banks Show (2009-2010)
- High Society (2010)
- Fly Girls (2010)
- Plain Jane (2010)
- America's Next Top Model (2006-in corso) (UPN, 2003-2006)
- Shedding for the Wedding (2011-in corso)
- H8R (2011)
- Lifechangers (2011–2012)
- Remodeled (2012)
- The Bill Cunningham Show (2012-in corso)
- The Catalina (2012)
- Breaking Pointe (2012–in corso)
- Oh Sit (2012–in corso)
- The Next: Fame Is at Your Doorstep (2012)
- Whose Line is it Anyway? (2013-in corso)
- Perfect Score (2013-in corso)
- The Hunt (2013)
- Famous In 12 (2014)
- 26ª edizione dei Critics' Choice Awards (2021)
- NXT (2024-in corso)